# Lý Thuần Phong
Lý Thuần Phong (Giản thể: 李淳风; Phồn thể: 李淳風, 602-670) là người thời Sơ Đường (Thế kỷ VII). Ông là nhà thiên văn học, khí tượng học, chiêm tinh học, cũng đồng thời là thầy phong thủy nổi tiếng nhất thời Đường.

## Cuộc đời
Tương truyền, Lý Thuần Phong mồ côi cha mẹ, nên tìm thầy để học thuật. Thời Tùy Dạng Đế, triều Tùy đại suy, thiên hạ đại loạn, quần hùng tranh đấu, Lý Thuần Phong nghe theo thầy đi tìm minh chủ đích thực của thiên hạ. Ông đến góp sức cho quân Ngõa Cương. Sau khi Ngụy vương Lý Mật của Ngõa Cương bị tiêu diệt, Lý Thuần Phong lại đến Trường An phò tá Lý Uyên. Năm 618, Lý Uyên xưng đế, kiến lập triều Đường, tức Đường Cao Tổ. Còn Lý Thuần Phong trở thành một trong số các khai quốc đại thần nhà Đường.
Sau khi Đường Thái Tông Lý Thế Dân lên ngôi, Lý Thuần Phong được triều đình giao cho việc quan sát thiên tượng và biên soạn sách vở. Năm Trinh Quán thứ 2, Lý Thuần Phong cải tiến Hỗn Thiên Nghi.
Theo truyền thuyết, Lý Thuần Phong từng cùng với Viên Thiên Cương (Cang) soạn ra "Thôi Bối đồ", giảng giải về Dịch học trên cơ sở khoa học, đáng tiếc cuốn sách tới hiện nay không còn bản gốc nguyên vẹn mà chỉ còn các phụ bản có phần sai lệch lưu truyền. Tương truyền rằng, “Thôi Bối Đồ” là Đường Thái Tông Lý Thế Dân vì để đoán vận mệnh của Đường triều nên đã mời hai vị đại sư Lý Thuần Phong và Viên Thiên Cương đến suy tính. Không ngờ, Lý Thuần Phong suy tính ra đến vận mệnh của Trung Quốc 2000 năm sau. Cho đến lúc Viên Thiên Cang đẩy lưng của Lý Thuần Phong và nói: “Thiên cơ không thể tiết lộ, hay là đi về nghỉ ngơi đi!” mới dừng lại. Cho nên cuốn sách này được đặt tên là “Thôi Bối Đồ” (ý là đẩy lưng).
Vì cuốn sách này tiên đoán quá chuẩn xác nên trong ba triều Tống, Nguyên, Minh nó là sách cấm không cho mọi người được phép xem. Những lời tiên đoán trong cuốn sách này chuẩn xác đến mức khiến mọi người hoài nghi rằng, những sự kiện liên quan đến vận mệnh của Trung Quốc đều là dựa theo cuốn sách này mà lần lượt “trình diễn” ra.
Một vài người vẫn lầm tưởng Lý Thuần Phong có cảm tình với Phất Vân quận chúa, nhưng đáng tiếc nhân vật quận chúa này không tồn tại trong đời thực, chỉ là nhân vật được thêm vào trong phim, truyện xây hình tượng nhân vật chính dựa theo hình tượng Lý Thuần Phong, về sau thì được sửa thành thân phận một công chúa khác có thật trong lịch sử để hợp lí hóa mạch truyện tưởng tượng.
Mộ của Võ Tắc Thiên tương truyền được Lý Thuần Phong và Viên Thiên Cương chung tay xem phong thủy. Mỗi lần lăng mộ của Võ Tắc Thiên bị đào trộm thì đều xuất hiện những hiện tượng kỳ lạ. Sau này, dân gian truyền nhau rằng đó là khu lăng mộ bất khả xâm phạm vì đã được Viên Thiên Cương và Lý Thuần Phong tự tay sắp đặt. Danh tiếng của hai người này bởi thế lại càng thêm hiển hách, vang xa.
Đáng tiếc khu mộ của Lý Thuần Phong về sau lại không còn toàn vẹn, cho dù chọn được khu đất quý cùng Viên Thiên Cương nhưng cuối cùng mộ của ông vẫn bị đào trộm và hủy hoại. Trong các câu chuyện dã sử đời Đường tiết lộ rằng khi lâm bệnh nặng Lý Thuần Phong cũng đã dự đoán được số phận phần mộ của mình. Ông cho rằng mình làm Thái sử lệnh, gây thù chuốc oán với nhiều người nên phần mộ tất là không thể bảo tồn nguyên vẹn.